# Roberto Luongo
Roberto Luongo (* 4. dubna 1979, Montréal, Québec, Kanada) je bývalý kanadský hokejový brankář, který několikrát reprezentoval Kanadu na MS nebo OH. Svou hokejovou kariéru v NHL začal v klubu New York Islanders. Poté se dostal do Florida Panthers. Již zde zářil, ovšem sám na postup do play-off, po kterém toužil, nestačil. V roce 2006 byl vyměněn do kanadského klubu Vancouver Canucks. Již v první sezóně se Canucks spolu s Luongem dostali do play off do semifinále konference. Tentýž rok byl Luongo nominován na Vezina Trophy. V sezóně 2010/2011 byl potřetí nominován na Vezina Trophy. Během sezóny 2013/2014 byl vyměněn do týmu Florida Panthers, kde se s ním počítá jako se základem pro tým, který by se měl probojovat do play-off. V této sezóně se to Floridě nepovedlo, skončila 2 místa pod postupovou hranicí.

## Ocenění a úspěchy
- 1997 QMJHL – Michael Bossy Trophy
- 1999 MSJ – All-Star Tým
- 1999 MSJ – Nejlepší brankář
- 2002 NHL – YoungStars Roster
- 2004 NHL – All-Star Game
- 2004 NHL – Druhý All-Star Tým
- 2007 NHL – All-Star Game
- 2007 NHL – Druhý All-Star Tým
- 2009 NHL – All-Star Game
- 2011 NHL – William M. Jennings Trophy
- 2011 NHL – Nejvíce vítězných zápasů
- 2015 NHL – All-Star Game
- 2016 NHL – All-Star Game
- 2022 Hokejová síň slávy

## Prvenství
- Debut v NHL - 28. listopadu 1999 (Boston Bruins proti New York Islanders)
- První inkasovaný gól v NHL - 28. listopadu 1999 (Boston Bruins proti New York Islanders, kanadským útočníkem Anson Carter)
- První čisté konto v NHL - 27. prosince 1999 (New York Islanders proti Boston Bruins)

## Statistiky

### Základní části
| Sezona       | Tým                   | Liga         | Z     | V   | P   | R  | Pvp | MIN    | OG    | ČK | POG  | %ChS |
| ------------ | --------------------- | ------------ | ----- | --- | --- | -- | --- | ------ | ----- | -- | ---- | ---- |
| 1994–95      | Montreal-Bourassa     | QMAAA        | 25    | 10  | 14  | 0  | —   | 1,465  | 94    | 0  | 3.85 | —    |
| 1995–96      | Val-d'Or Foreurs      | QMJHL        | 23    | 6   | 11  | 4  | —   | 1,201  | 74    | 0  | 3.70 | .878 |
| 1996–97      | Val-d'Or Foreurs      | QMJHL        | 60    | 32  | 21  | 2  | —   | 3,302  | 171   | 2  | 3.10 | .902 |
| 1997–98      | Val-d'Or Foreurs      | QMJHL        | 54    | 33  | 19  | 0  | —   | 3,043  | 157   | 7  | 3.09 | .899 |
| 1998–99      | Val-d'Or Foreurs      | QMJHL        | 21    | 6   | 10  | 2  | —   | 1,476  | 77    | 1  | 3.93 | .902 |
| 1998–99      | Acadie–Bathurst Titan | QMJHL        | 22    | 14  | 7   | 1  | —   | 1,342  | 74    | 0  | 3.31 | .914 |
| 1999–00      | Lowell Lock Monsters  | AHL          | 26    | 10  | 12  | 4  | —   | 1,517  | 74    | 1  | 2.93 | .908 |
| 1999–00      | New York Islanders    | NHL          | 24    | 7   | 14  | 1  | —   | 1,292  | 70    | 1  | 3.24 | .908 |
| 2000–01      | Louisville Panthers   | AHL          | 3     | 1   | 2   | 0  | —   | 178    | 10    | 0  | 3.38 | .917 |
| 2000–01      | Florida Panthers      | NHL          | 47    | 12  | 24  | 7  | —   | 2,628  | 107   | 5  | 2.44 | .920 |
| 2001–02      | Florida Panthers      | NHL          | 58    | 16  | 33  | 4  | —   | 3,030  | 140   | 4  | 2.77 | .915 |
| 2002–03      | Florida Panthers      | NHL          | 65    | 20  | 34  | 7  | —   | 3,627  | 164   | 6  | 2.71 | .918 |
| 2003–04      | Florida Panthers      | NHL          | 73    | 25  | 33  | 14 | —   | 4,252  | 172   | 7  | 2.43 | .931 |
| 2005–06      | Florida Panthers      | NHL          | 75    | 35  | 30  | —  | 9   | 4,305  | 213   | 4  | 2.97 | .914 |
| 2006–07      | Vancouver Canucks     | NHL          | 76    | 47  | 22  | —  | 6   | 4,490  | 171   | 5  | 2.29 | .921 |
| 2007–08      | Vancouver Canucks     | NHL          | 73    | 35  | 29  | —  | 9   | 4,232  | 168   | 6  | 2.38 | .917 |
| 2008–09      | Vancouver Canucks     | NHL          | 54    | 33  | 13  | —  | 7   | 3,181  | 124   | 9  | 2.34 | .920 |
| 2009–10      | Vancouver Canucks     | NHL          | 68    | 40  | 22  | —  | 4   | 3,899  | 167   | 4  | 2.57 | .913 |
| 2010–11      | Vancouver Canucks     | NHL          | 60    | 38  | 15  | —  | 7   | 3,590  | 126   | 4  | 2.11 | .928 |
| 2011–12      | Vancouver Canucks     | NHL          | 55    | 31  | 14  | —  | 8   | 3,162  | 127   | 5  | 2.41 | .919 |
| 2012–13      | Vancouver Canucks     | NHL          | 20    | 9   | 6   | —  | 3   | 1,197  | 51    | 2  | 2.56 | .907 |
| 2013–14      | Vancouver Canucks     | NHL          | 42    | 19  | 16  | —  | 6   | 2,418  | 96    | 3  | 2.38 | .917 |
| 2013–14      | Florida Panthers      | NHL          | 14    | 6   | 7   | —  | 1   | 804    | 33    | 1  | 2.46 | .924 |
| 2014–15      | Florida Panthers      | NHL          | 61    | 28  | 19  | —  | 12  | 3,528  | 138   | 2  | 2.35 | .921 |
| 2015–16      | Florida Panthers      | NHL          | 62    | 35  | 19  | —  | 6   | 3,602  | 141   | 4  | 2.35 | .922 |
| 2016–17      | Florida Panthers      | NHL          | 40    | 17  | 15  | —  | 6   | 2,327  | 104   | 1  | 2.68 | .915 |
| 2017–18      | Florida Panthers      | NHL          | 35    | 18  | 11  | —  | 2   | 1,966  | 104   | 3  | 2.47 | .929 |
| 2018–19      | Florida Panthers      | NHL          | 43    | 18  | 16  | —  | 5   | 2,347  | 122   | 1  | 3.12 | .899 |
| Celkem v NHL | Celkem v NHL          | Celkem v NHL | 1,044 | 489 | 392 | 33 | 91  | 59,879 | 2,515 | 77 | 2.52 | .919 |

### Play-off
| Sezona       | Tým                   | Liga         | Z  | V  | P  | MIN   | OG  | ČK | POG  | %ChS |
| ------------ | --------------------- | ------------ | -- | -- | -- | ----- | --- | -- | ---- | ---- |
| 1995–96      | Val-d'Or Foreurs      | QMJHL        | 3  | 0  | 1  | 68    | 5   | 0  | 4.41 | .865 |
| 1996–97      | Val-d'Or Foreurs      | QMJHL        | 13 | 8  | 5  | 777   | 44  | 0  | 3.39 | .904 |
| 1997–98      | Val-d'Or Foreurs      | QMJHL        | 17 | 14 | 3  | 1,019 | 37  | 2  | 2.17 | .933 |
| 1998–99      | Acadie–Bathurst Titan | QMJHL        | 23 | 16 | 6  | 1,400 | 64  | 0  | 2.74 | .915 |
| 1999–00      | Lowell Lock Monsters  | AHL          | 6  | 3  | 3  | 359   | 18  | 0  | 3.00 | .919 |
| 2006–07      | Vancouver Canucks     | NHL          | 12 | 5  | 7  | 847   | 25  | 0  | 1.77 | .941 |
| 2008–09      | Vancouver Canucks     | NHL          | 10 | 6  | 4  | 618   | 26  | 1  | 2.52 | .914 |
| 2009–10      | Vancouver Canucks     | NHL          | 12 | 6  | 6  | 707   | 38  | 0  | 3.22 | .895 |
| 2010–11      | Vancouver Canucks     | NHL          | 25 | 15 | 10 | 1,427 | 61  | 4  | 2.56 | .914 |
| 2011–12      | Vancouver Canucks     | NHL          | 2  | 0  | 2  | 117   | 7   | 0  | 3.59 | .891 |
| 2012–13      | Vancouver Canucks     | NHL          | 3  | 0  | 2  | 140   | 6   | 0  | 2.57 | .915 |
| 2015–16      | Florida Panthers      | NHL          | 6  | 2  | 4  | 439   | 15  | 0  | 2.05 | .934 |
| Celkem v NHL | Celkem v NHL          | Celkem v NHL | 70 | 34 | 35 | 4,295 | 178 | 5  | 2.49 | .918 |

### Reprezentace
| Rok                       | Tým                       | Soutěž                    | Z  | V  | P | R | MIN   | OG | ČK | POG  | %ChS  |
| ------------------------- | ------------------------- | ------------------------- | -- | -- | - | - | ----- | -- | -- | ---- | ----- |
| 1998                      | Kanada 20                 | MSJ                       | 3  | 0  | 2 | 0 | 145   | 7  | 0  | 2.89 | .901  |
| 1999                      | Kanada 20                 | MSJ                       | 7  | 4  | 2 | 1 | 405   | 13 | 2  | 1.93 | .942  |
| 2001                      | Kanada                    | MS                        | 2  | 2  | 0 | 0 | 84    | 2  | 0  | 1.44 | .949  |
| 2003                      | Kanada                    | MS                        | 4  | 3  | 0 | 1 | 212   | 7  | 1  | 1.98 | .930  |
| 2004                      | Kanada                    | MS                        | 7  | 5  | 1 | 1 | 440   | 17 | 1  | 2.32 | .919  |
| 2004                      | Kanada                    | SP                        | 1  | 1  | 0 | 0 | 64    | 3  | 0  | 2.82 | .925  |
| 2005                      | Kanada                    | MS                        | 2  | 1  | 0 | 1 | 120   | 3  | 1  | 1.50 | .930  |
| 2006                      | Kanada                    | OH                        | 2  | 1  | 1 | 0 | 119   | 3  | 0  | 1.51 | .929  |
| 2010                      | Kanada                    | OH                        | 5  | 5  | 0 | 0 | 308   | 9  | 1  | 1.76 | .927  |
| 2014                      | Kanada                    | OH                        | 1  | 1  | 0 | 0 | 60    | 0  | 1  | 0.00 | 1.000 |
| Juniorská kariéra celkově | Juniorská kariéra celkově | Juniorská kariéra celkově | 10 | 4  | 4 | 1 | 550   | 20 | 2  | 2.18 | .932  |
| Seniorská kariéra celkově | Seniorská kariéra celkově | Seniorská kariéra celkově | 24 | 19 | 2 | 3 | 1,406 | 44 | 5  | 1.88 | .929  |